# Eiskunstlauf-Europameisterschaften 1935
Die 34. Eiskunstlauf-Europameisterschaften fanden 1935 in St. Moritz statt.

## Ergebnisse

### Herren
| Platz | Sportler         | Land                   |
| ----- | ---------------- | ---------------------- |
| 1     | Karl Schäfer     | Österreich             |
| 2     | Felix Kaspar     | Österreich             |
| 3     | Ernst Baier      | Deutsches Reich        |
| 4     | Jack Dunn        | Vereinigtes Königreich |
| 5     | Marcus Nikkanen  | Finnland               |
| 6     | Erich Erdös      | Österreich             |
| 7     | Elemér Terták    | Ungarn                 |
| 8     | Leopold Linhart  | Österreich             |
| 9     | Emil Rathenhofer | Österreich             |
| 10    | Luzian Büeler    | Schweiz                |
| 11    | Jean Henrion     | Frankreich             |
| 12    | Herbert Haertel  | Deutsches Reich        |

Punktrichter:
- L. von Orbán  Ungarn
- Artur Vieregg  Deutsches Reich
- K. Dundas  Vereinigtes Königreich
- A. Huber  Schweiz
- Josef Fellner  Österreich
- F. Mésot  Belgien
- Ch. Sabouret  Frankreich

### Damen
| Platz | Sportler             | Land                   |
| ----- | -------------------- | ---------------------- |
| 1     | Sonja Henie          | Norwegen               |
| 2     | Liselotte Landbeck   | Österreich             |
| 3     | Cecilia Colledge     | Vereinigtes Königreich |
| 4     | Maxi Herber          | Deutsches Reich        |
| 5     | Gweneth Butler       | Vereinigtes Königreich |
| 6     | Grete Lainer         | Österreich             |
| 7     | Hedy Stenuf          | Österreich             |
| 8     | Mollie Phillips      | Vereinigtes Königreich |
| 9     | Yvonne de Ligne      | Belgien                |
| 10    | Nanna Egedius        | Norwegen               |
| 11    | Hertha Dexler        | Österreich             |
| 12    | Victoria Lindpaitner | Deutsches Reich        |
| 13    | Emmy Putzinger       | Österreich             |
| 14    | Nadine Szilassy      | Ungarn                 |
| 15    | Diana Fane-Gladwin   | Vereinigtes Königreich |
| 16    | Gaby Clericetti      | Frankreich             |

Punktrichter:
- H. Martineau  Vereinigtes Königreich
- Ch. Sabouret  Frankreich
- H. Günauer  Österreich
- Z. Johansen  Norwegen
- K. Dannenberg  Deutsches Reich
- F. Mésot  Belgien
- L. von Orbán  Ungarn

### Paare
| Platz | Sportler                         | Land                   |
| ----- | -------------------------------- | ---------------------- |
| 1     | Maxi Herber / Ernst Baier        | Deutsches Reich        |
| 2     | Idi Papez / Karl Zwack           | Österreich             |
| 3     | Lucy Galló / Rezső Dillinger     | Ungarn                 |
| 4     | Ilse Pausin / Erik Pausin        | Österreich             |
| 5     | Eva Tusak / Zoltán Balázs        | Ungarn                 |
| 6     | Eleonore Bäumel / Fritz Wächtler | Österreich             |
| 7     | Violet Supple / Leslie Cliff     | Vereinigtes Königreich |
| 8     | Traute Jäger / Fritz Lesk        | Tschechoslowakei       |
| 9     | Gaby Clericetti / Jean Henrion   | Frankreich             |

Punktrichter:
- F. Mésot  Belgien
- L. von Orbán  Ungarn
- Artur Vieregg  Deutsches Reich
- W. Bayerle  Österreich
- L. Liebermann  Schweiz
- Ch. Sabouret  Frankreich
- K. M. Beaumont  Vereinigtes Königreich